# Victor Military Band
Le Victor Military Band est un orchestre américain formé en 1903. C'est un des groupes maison de la Victor Talking Machine Company, avec le Conway's Band et le Pryor's Band, entre autres. Pour ce label, il enregistre jusqu'en 1919 un grand nombre de mélodies (des marches, des musiques de danse ou des airs populaires). Il est aussi responsable, avec le Prince's Band pour Columbia, de quelques-uns des premiers enregistrements de ragtime, de jazz et de blues.
L'orchestre est placé sous la tutelle de Walter B. Rogers, directeur musical chez Victor, jusqu'à son départ de la compagnie en 1916, après quoi il est supervisé par Joseph A. Pasternack. Mais les sessions d'enregistrement sont généralement confiées à d'autres. Pour plusieurs d'entre elles, l'orchestre est dirigé par Eddie King, un batteur avec une expérience de direction musicale chez Zon-o-phones discs, une subdivision de Victor fermée en 1912. En 1915, Cecil Sharp dirige la formation pour 29 enregistrements de danse folklorique américaine.
Un des premiers enregistrements du groupe, The French sharp-shooter march, se déroule le 9 février ou le 26 mai 1903, et est édité par Victor sur disque 12 pouces simple face sous le numéro de catalogue Victor 31152.
Le Victor Military Band est le premier orchestre à enregistrer The Memphis Blues de W.C. Handy, le 15 juillet 1914 (Victor 17619). Il enregistre St. Louis Blues et Joe Turner Blues du même Handy en 1916. Il enregistre également Hesitation Blues de Billy Smythe, Scott Middleton et Art Gillham le 8 août 1916. Il interprète aussi des airs de cake-walk/blackface, tel Nigger Blues composé par Lee Roy "Lasses" White, avec le chanteur ténor George O'Connor.
Mais son plus grand succès est Poor Butterfly en 1917. Un medley extrait de la comédie musicale Katinka la même année est également populaire.
Il enregistre aussi quelques sélections pour le marché de l'éducation, avec des chansons telles que Old Zip Coon (Turkey in the Straw) et Arkansas Traveller, commercialisés auprès des écoles élémentaires.
L'un de ses derniers enregistrements du groupe au printemps 1919 est Madelon, qui contient une partie chantée par l'artiste lyrique français Marcel Journet, non crédité.
La formation est ressuscitée dans les années 1940 pour des enregistrements conduits par Leonard Joy, Anchors Aweigh! et Semper Paratus notamment.

## Style musical
Le Victor Military Band est un brass band où les cuivres dominent et le rythme est généralement marqué par le tuba. Composé de musiciens talentueux, il n'a souvent besoin que d'une seule prise pour enregistrer un morceau. Mais certains lui reprochent son exécution trop parfaite et sans passion.

## Membres de la formation connus
- Herman C. Conrad - tuba, soubassophone[9]
- Frank Schrader - trombone, serpent[10]
- Otto Winkler, H. Retzel, Keneke - cors alto et ténor[11]
- A. Levy, Christie - clarinette[11]
- J. Fuch, T. Levy - cornet à pistons[11]
- Barone - piccolo, flûte[11]
- William Reitz - batterie[11]

- Quelques interprétations
- The Victors March (1914).
- The Memphis Blues (1914).
- Hesitation Blues (1916).